# Olympische Winterspiele 1998/Teilnehmer (Österreich)
| Gelbes Symbol für Goldmedaillen mit stilisierten Olympischen Ringen | Graues Symbol für Silbermedaillen mit stilisierten Olympischen Ringen | Braundes Symbol für Bronzemedaillen mit stilisierten Olympischen Ringen |
| ------------------------------------------------------------------- | --------------------------------------------------------------------- | ----------------------------------------------------------------------- |
| 3                                                                   | 5                                                                     | 9                                                                       |

Österreich nahm an den Olympischen Spielen im japanischen Nagano mit 96 Sportlern, welche in zwölf Sportdisziplinen antraten, teil.

## Flaggenträger
Die Eisschnellläuferin Emese Hunyady trug die Flagge Österreichs während der Eröffnungsfeier im Olympiastadion.

## Medaillen

### Medaillenspiegel
| Rang   | Sportart    | Gold | Silber | Bronze | Gesamt |
| ------ | ----------- | ---- | ------ | ------ | ------ |
| 1      | Ski Alpin   | 3    | 4      | 4      | 11     |
| 2      | Skilanglauf | —    | 1      | 1      | 2      |
| 3      | Skispringen | —    | —      | 2      | 2      |
| 4      | Rennrodeln  | —    | —      | 1      | 1      |
| 4      | Snowboard   | —    | —      | 1      | 1      |
| Gesamt | Gesamt      | 3    | 5      | 8      | 17     |

### Medaillengewinner
| Name/n                                                                       | Sportart    | Wettkampf              |
| ---------------------------------------------------------------------------- | ----------- | ---------------------- |
| Gold                                                                         |             |                        |
| Hermann Maier                                                                | Ski Alpin   | Super-G                |
| Hermann Maier                                                                | Ski Alpin   | Riesenslalom           |
| Mario Reiter                                                                 | Ski Alpin   | Kombination            |
| Silber                                                                       |             |                        |
| Michaela Dorfmeister                                                         | Ski Alpin   | Super-G                |
| Stephan Eberharter                                                           | Ski Alpin   | Riesenslalom           |
| Hans Knauß                                                                   | Ski Alpin   | Super-G                |
| Markus Gandler                                                               | Skilanglauf | 10 km Klassisch        |
| Alexandra Meissnitzer                                                        | Ski Alpin   | Riesenslalom           |
| Bronze                                                                       |             |                        |
| Christian Mayer                                                              | Ski Alpin   | Kombination            |
| Alexandra Meissnitzer                                                        | Ski Alpin   | Super-G                |
| Thomas Sykora                                                                | Ski Alpin   | Slalom                 |
| Hannes Trinkl                                                                | Ski Alpin   | Abfahrt                |
| Christian Hoffmann                                                           | Skilanglauf | 50 km Freistil         |
| Andreas Widhölzl                                                             | Skispringen | Großschanze            |
| Martin Höllwarth Stefan Horngacher Reinhard Schwarzenberger Andreas Widhölzl | Skispringen | Großschanze Mannschaft |
| Angelika Neuner                                                              | Rennrodeln  | Einsitzer              |
| Brigitte Köck                                                                | Snowboard   | Riesenslalom           |

## Teilnehmer nach Sportart

### Biathlon
| Athleten                                                         | Wettbewerbe        | Zeit        | Fehler         | Rang |
| ---------------------------------------------------------------- | ------------------ | ----------- | -------------- | ---- |
| Ludwig Gredler                                                   | 10 km Sprint       | 28:44,3 min | 2 (0+2)        | 11   |
| Ludwig Gredler                                                   | 20 km Einzel       | 58:56,6 min | 3 (1+0+0+2)    | 12   |
| Wolfgang Perner                                                  | 10 km Sprint       | 30:13,5 min | 4 (2+2)        | 38   |
| Wolfgang Perner                                                  | 20 km Einzel       | 1:00:14,1 h | 4 (0+1+1+2)    | 24   |
| Wolfgang Rottmann                                                | 10 km Sprint       | 31:45,3 min | 2 (0+2)        | 39   |
| Wolfgang Rottmann                                                | 20 km Einzel       | 1:00:23,5 h | 2 (0+1+0+1)    | 26   |
| Günther Dengg                                                    | 20 km Einzel       | 1:05:33,9 h | 5 (0+2+2+1)    | 62   |
| Reinhard Neuner                                                  | 10 km Sprint       | 31:45,3 min | 4 (1+3)        | 62   |
| Wolfgang Perner Ludwig Gredler Reinhard Neuner Wolfgang Rottmann | 4 × 7,5 km Staffel | 1:25:33,8 h | 2+15 (1+6 1+9) | 11   |

### Bob
| Athleten                                                          | Wettbewerb | Lauf 1  | Lauf 2  | Lauf 3  | Lauf 4 | Gesamt      | Gesamt |
| Athleten                                                          | Wettbewerb | Lauf 1  | Lauf 2  | Lauf 3  | Lauf 4 | Zeit        | Rang   |
| ----------------------------------------------------------------- | ---------- | ------- | ------- | ------- | ------ | ----------- | ------ |
| Hubert Schösser Georg Kuttner                                     | Zweierbob  | DNS     | DNS     | DNS     | DNS    | DNS         | DNS    |
| Hubert Schösser Peter Leismüller Erwin Arnold Martin Schützenauer | Viererbob  | 53,10 s | 53,50 s | 53,79 s | -      | 2:40,39 min | 9      |
| Kurt Einberger Thomas Bachler Georg Kuttner Michael Müller        | Viererbob  | 53,92 s | 53,83 s | 54,39 s | -      | 2:42,14 min | 18     |

### Eishockey
| Athleten |                                               |
| Christoph Brandner Claus Dalpiaz Reinhard Divis Herbert Hohenberger Martin Hohenberger Dieter Kalt Norm Krumpschmid Michael Lampert Dominic Lavoie Rick Nasheim Christian Perthaler Patrick Pilloni Andreas Pušnik Gerhard Pusnik Gerald Ressmann Mario Schaden Tom Searle Martin Ulrich Gerhard Unterluggauer Simon Wheeldon |                                               |
| Trainer | Ron Kennedy                                   |
| Vorrunde | Slowakei (2:2) Kasachstan (5:5) Italien (2:5) |
| Spiel um Platz 13 | Japan (3:4 n. P.)                             |
| Spiel um Platz 11 | ausgeschieden                                 |
| Spiel um Platz 9 | ausgeschieden                                 |
| Zwischenrunde | ausgeschieden                                 |
| Viertelfinale | ausgeschieden                                 |
| Halbfinale | ausgeschieden                                 |
| Spiel um Platz 3 | ausgeschieden                                 |
| Finale | ausgeschieden                                 |
| Platz | 14                                            |

### Eiskunstlauf
| Athleten      | Wettbewerbe | Kurzprogramm | Kür | Gesamt    | Gesamt |
| Athleten      | Wettbewerbe | Kurzprogramm | Kür | Bewertung | Rang   |
| ------------- | ----------- | ------------ | --- | --------- | ------ |
| Julia Lautowa | Damen       | 21           | 13  | 23,5      | 14     |

### Eisschnelllauf
| Athlet               | Wettbewerb | Lauf 1  | Lauf 2  | Zeit         | Rang |
| -------------------- | ---------- | ------- | ------- | ------------ | ---- |
| Frauen               |            |         |         |              |      |
| Emese Hunyady        | 1000 m     | DSQ     | DSQ     | DSQ          | DSQ  |
| Emese Hunyady        | 1500 m     | -       | -       | 1:59,19 min  | 4    |
| Emese Hunyady        | 3000 m     | -       | -       | 4:12,01 min  | 5    |
| Emese Hunyady        | 5000 m     | -       | -       | 7:15,23 min  | 8    |
| Emese Dörfler-Antal  | 1500 m     | -       | -       | 2:07,57 min  | 30   |
| Emese Dörfler-Antal  | 3000 m     | -       | -       | 4:33,67 min  | 27   |
| Männer               |            |         |         |              |      |
| Marnix ten Kortenaar | 1500 m     | -       | -       | 1:51,94 min  | 18   |
| Marnix ten Kortenaar | 5000 m     | -       | -       | 6:38,35 min  | 10   |
| Marnix ten Kortenaar | 10.000 m   | -       | -       | 13:52,30 min | 12   |
| Roland Brunner       | 500 m      | 36,90 s | 36,86 s | 1:13,76 min  | 29   |
| Roland Brunner       | 1000 m     | -       | -       | 1:13,16 min  | 31   |

### Freestyle-Skiing
| Athleten          | Wettbewerbe | Qualifikation | Qualifikation | Finale        | Rang |
| Athleten          | Wettbewerbe | Punkte        | Rang          | Punkte        | Rang |
| ----------------- | ----------- | ------------- | ------------- | ------------- | ---- |
| Männer            |             |               |               |               |      |
| Christian Rijavec | Aerials     | 212,51        | 10            | 227,60        | 7    |
| Frauen            |             |               |               |               |      |
| Sabina Hudribusch | Aerials     | 147,43        | 16            | ausgeschieden | 16   |

### Nordische Kombination
| Athleten                                                      | Wettbewerb | Skispringen | Skispringen | Langlauf    | Langlauf | Rang |
| Athleten                                                      | Wettbewerb | Punkte      | Rang        | Zeit        | Rang     | Rang |
| ------------------------------------------------------------- | ---------- | ----------- | ----------- | ----------- | -------- | ---- |
| Männer                                                        |            |             |             |             |          |      |
| Felix Gottwald                                                | Einzel     | 190,0       | 40          | 40:10,2 min | 2        | 21   |
| Christoph Bieler                                              | Einzel     | 231,0       | 5           | 43:55,5 min | 38       | 19   |
| Christoph Eugen                                               | Einzel     | 199,5       | 29          | 41:28,7 min | 18       | 24   |
| Mario Stecher                                                 | Einzel     | 228,5       | 7           | 41:54,9 min | 22       | 8    |
| Felix Gottwald Christoph Bieler Christoph Eugen Mario Stecher | Mannschaft | 903,5       | 2           | 56:00,6 min | 8        | 4    |

### Rodeln
| Athlet                        | Wettbewerb   | Lauf 1   | Lauf 2   | Lauf 3   | Lauf 4   | Gesamt       | Gesamt |
| Athlet                        | Wettbewerb   | Lauf 1   | Lauf 2   | Lauf 3   | Lauf 4   | Zeit         | Rang   |
| ----------------------------- | ------------ | -------- | -------- | -------- | -------- | ------------ | ------ |
| Frauen                        |              |          |          |          |          |              |        |
| Angelika Neuner               | Einsitzer    | 51,417 s | 51,286 s | 50,945 s | 50,605 s | 3:24,253 min | Bronze |
| Andrea Tagwerker              | Einsitzer    | 51,518 s | 51,335 s | 50,990 s | 50,648 s | 3:24,491 min | 5      |
| Sonja Manzenreiter            | Einsitzer    | 51,892 s | 51,828 s | 51,369 s | 51,183 s | 3:26,272 min | 10     |
| Männer                        |              |          |          |          |          |              |        |
| Markus Prock                  | Einsitzer    | 49,861 s | 49,732 s | 49,863 s | 50,200 s | 3:19,656 min | 4      |
| Markus Kleinheinz             | Einsitzer    | 50,016 s | 49,779 s | 49,918 s | 50,011 s | 3:19,724 min | 5      |
| Gerhard Gleirscher            | Einsitzer    | 50,161 s | 49,816 s | 49,911 s | 49,897 s | 3:19,785 min | 7      |
| Tobias Schiegl Markus Schiegl | Doppelsitzer | 50,846 s | 50,575 s | -        | -        | 1:41,421 min | 4      |

### Ski Alpin
| Athleten                 | Wettbewerbe  | 1. Lauf     | 2. Lauf     | Gesamt       | Gesamt |
| Athleten                 | Wettbewerbe  | 1. Lauf     | 2. Lauf     | Zeit         | Rang   |
| ------------------------ | ------------ | ----------- | ----------- | ------------ | ------ |
| Frauen                   |              |             |             |              |        |
| Michaela Dorfmeister     | Abfahrt      | -           | -           | 1:31,17 min  | 18     |
| Michaela Dorfmeister     | Super-G      | -           | -           | 1:18,03 min  | Silber |
| Michaela Dorfmeister     | Kombination  | 1:30,10 min | DNF         | DNF          | DNF    |
| Sabine Egger             | Slalom       | 45,97 s     | 47,25 s     | 1:33,22 min  | 5      |
| Renate Götschl           | Abfahrt      | DNF         | DNF         | DNF          | DNF    |
| Renate Götschl           | Super-G      | -           | -           | 1:18,32 min  | 5      |
| Renate Götschl           | Kombination  | 1:29,34 min | DNF         | DNF          | DNF    |
| Alexandra Meissnitzer    | Abfahrt      | -           | -           | 1:29,84 min  | 8      |
| Alexandra Meissnitzer    | Super-G      | -           | -           | 1:18,09 min  | Bronze |
| Alexandra Meissnitzer    | Riesenslalom | 1:20,13 min | 1:32,26 min | 2:52,39 min  | Silber |
| Christiane Mitterwallner | Riesenslalom | 1:23,10 min | 1:35,36 min | 2:58,46 min  | 20     |
| Brigitte Obermoser       | Kombination  | 1:29,82 min | 1:15,66 min | 2:45,48 min  | 11     |
| Ingrid Salvenmoser       | Slalom       | 46,84 s     | 46,55 s     | 1:33,39 min  | 6      |
| Stefanie Schuster        | Abfahrt      | -           | -           | 1:30,73 min  | 15     |
| Stefanie Schuster        | Super-G      | -           | -           | 1:18,53 min  | 9      |
| Stefanie Schuster        | Riesenslalom | 1:21,40 min | 1:35,01 min | 2:56,41 min  | 15     |
| Stefanie Schuster        | Kombination  | 1:30,10 min | 1:12,14 min | 2:42,25 min  | 4      |
| Männer                   |              |             |             |              |        |
| Stephan Eberharter       | Super-G      | DSQ         | DSQ         | DSQ          | DSQ    |
| Stephan Eberharter       | Riesenslalom | 1:20,94 min | 1:18,42 min | 2:39,36 min  | Silber |
| Hans Knauß               | Super-G      | -           | -           | 1:35,43 min  | Silber |
| Hans Knauß               | Riesenslalom | 1:21,16 min | 1:18,55 min | 2:39,71 min  | 4      |
| Günther Mader            | Kombination  | 1:35,36 min | 1:34,83 min | 3:10,19 min  | 4      |
| Hermann Maier            | Abfahrt      | DNF         | DNF         | DNF          | DNF    |
| Hermann Maier            | Super-G      | -           | -           | 1:34,82 min  | Gold   |
| Hermann Maier            | Riesenslalom | 1:20,36 min | 1:18,15 min | 2:38,51 min  | Gold   |
| Hermann Maier            | Kombination  | 1:35,90 min | DNS         | DNS          | DNS    |
| Christian Mayer          | Riesenslalom | 1:20,84 min | 1:19,83 min | 2:40,67 min  | 9      |
| Christian Mayer          | Slalom       | 56,37 s     | 54,72 s     | 1:51,09 min  | 5      |
| Christian Mayer          | Kombination  | 1:35,05 min | 1:35,06 min | 3:10,11 min  | Bronze |
| Mario Reiter             | Slalom       | DNF         | DNF         | DNF          | DNF    |
| Mario Reiter             | Kombination  | 1:31,85 min | 1:36,21 min | 3:08,06 min  | Gold   |
| Andreas Schifferer       | Abfahrt      | -           | -           | 1.50,77 min  | 7      |
| Andreas Schifferer       | Super-G      | -           | -           | 1:37,00 mimn | 19     |
| Thomas Stangassinger     | Slalom       | 55,63 s     | 55,62 s     | 1:51,25 min  | 6      |
| Fritz Strobl             | Abfahrt      | -           | -           | 1:51,34 min  | 11     |
| Thomas Sykora            | Slalom       | 55,06 s     | 55,62 s     | 1:50,68 min  | Bronze |
| Hannes Trinkl            | Abfahrt      | -           | -           | 1:50,63      | Bronze |

### Skilanglauf
| Athleten                                                        | Wettbewerbe       | Zeit        | Rang   |
| --------------------------------------------------------------- | ----------------- | ----------- | ------ |
| Männer                                                          |                   |             |        |
| Markus Gandler                                                  | 10 km Klassisch   | 27:32,5 min | Silber |
| Markus Gandler                                                  | 15 km Verfolgung  | 1:08:14,2 h | 7      |
| Christian Hoffmann                                              | 50 km Freistil    | 2:06:01,8 h | Bronze |
| Alois Stadlober                                                 | 10 km Klassisch   | 28:21,2 min | 12     |
| Alois Stadlober                                                 | 15 km Verfolgung  | 1:08:57,1 h | 14     |
| Alois Stadlober                                                 | 50 km Freistil    | 2:11:22,4 h | 12     |
| Gerhard Urain                                                   | 10 km Klassisch   | 28:25,2 min | 14     |
| Gerhard Urain                                                   | 15 km Verfolgung  | 1:09:04,8 h | 16     |
| Gerhard Urain                                                   | 30 km Klassisch   | 1:43:22,9 h | 43     |
| Gerhard Urain                                                   | 50 km Freistil    | DNF         | DNF    |
| Achim Walcher                                                   | 10 km Klassisch   | 28:58,6 min | 23     |
| Achim Walcher                                                   | 15 km Verfolgung  | 1:08:26,9 h | 11     |
| Achim Walcher                                                   | 50 km Freistil    | 2:18:31,7 h | 38     |
| Markus Gandler Alois Stadlober Achim Walcher Christian Hoffmann | 4 × 10 km Staffel | 1:43:16,5 h | 9      |
| Frauen                                                          |                   |             |        |
| Renate Roider                                                   | 5 km Klassisch    | 19:18,3 min | 42     |
| Renate Roider                                                   | 10 km Verfolgung  | DNS         | DNS    |
| Renate Roider                                                   | 15 km Klassisch   | 51:07,0 min | 26     |
| Maria Theurl                                                    | 5 km Klassisch    | 18:36,8 min | 15     |
| Maria Theurl                                                    | 10 km Verfolgung  | 47:35,8 min | 13     |
| Maria Theurl                                                    | 15 km Klassisch   | DNS         | DNS    |
| Maria Theurl                                                    | 30 km Freistil    | 1:24:54,3 h | 6      |

### Skispringen
| Athleten                                                                     | Wettbewerb             | 1. Durchgang                    | 1. Durchgang | 2. Durchgang                    | 2. Durchgang  | Gesamt | Gesamt |
| Athleten                                                                     | Wettbewerb             | Weite                           | Punkte       | Weite                           | Punkte        | Punkte | Rang   |
| ---------------------------------------------------------------------------- | ---------------------- | ------------------------------- | ------------ | ------------------------------- | ------------- | ------ | ------ |
| Martin Höllwarth                                                             | Großschanze            | 104,5 m                         | 86,6         | ausgeschieden                   | ausgeschieden | 86,6   | 43     |
| Andreas Widhölzl                                                             | Normalschanze          | 88,0 m                          | 114,5        | 90,5 m                          | 118,0         | 232,5  | Bronze |
| Andreas Widhölzl                                                             | Großschanze            | 131,0 m                         | 138,8 m      | 120,5 m                         | 119,4         | 258,2  | 4      |
| Stefan Horngacher                                                            | Normalschanze          | 85,0 m                          | 107,0        | 84,5 m                          | 105,5         | 212,5  | 10     |
| Stefan Horngacher                                                            | Großschanze            | 84,0 m                          | 41,2         | ausgeschieden                   | ausgeschieden | 41,2   | 60     |
| Reinhard Schwarzenberger                                                     | Normalschanze          | 86,0 m                          | 109,0        | 83,0 m                          | 102,0         | 211,0  | 11     |
| Reinhard Schwarzenberger                                                     | Großschanze            | 115,5                           | 108,4        | 131,0 m                         | 135,8         | 244,2  | 7      |
| Andreas Goldberger                                                           | Normalschanze          | 81,0 m                          | 97,5         | 81,5 m                          | 99,0          | 196,5  | 22     |
| Reinhard Schwarzenberger Martin Höllwarth Stefan Horngacher Andreas Widhölzl | Großschanze Mannschaft | 101,5 m 122,5 m 104,5 m 123,0 m | 410,7        | 118,5 m 123,0 m 108,0 m 136,5 m | 470,8         | 881,5  | Bronze |

### Snowboard
| Athleten          | Wettbewerbe | Qualifikation | Qualifikation | Finale        | Finale        | Rang |
| Athleten          | Wettbewerbe | Punkte        | Rang          | Punkte        | Rang          | Rang |
| ----------------- | ----------- | ------------- | ------------- | ------------- | ------------- | ---- |
| Frauen            |             |               |               |               |               |      |
| Nicola Pederzolli | Halfpipe    | 31,5          | 12            | ausgeschieden | ausgeschieden | 12   |
| Ulrike Hölzl      | Halfpipe    | 24,8          | 21            | ausgeschieden | ausgeschieden | 21   |
| Männer            |             |               |               |               |               |      |
| Max Plötzeneder   | Halfpipe    | 35,1          | 19            | ausgeschieden | ausgeschieden | 19   |

| Athleten            | Wettbewerbe  | 1. Lauf     | 1. Lauf | 2. Lauf     | 2. Lauf | Gesamt      | Gesamt |
| Athleten            | Wettbewerbe  | Zeit        | Rang    | Zeit        | Rang    | Zeit        | Rang   |
| ------------------- | ------------ | ----------- | ------- | ----------- | ------- | ----------- | ------ |
| Frauen              |              |             |         |             |         |             |        |
| Brigitte Köck       | Riesenslalom | 1:13,01 min | 7       | 1:06,41 min | 2       | 2:19,42 min | Bronze |
| Ursula Fingerlos    | Riesenslalom | 1:12,37 min | 6       | 1:07,99 min | 5       | 2:20,36 min | 5      |
| Isabel Zedlacher    | Riesenslalom | 1:11,89 min | 4       | 1:11,03 min | 15      | 2:22,92 min | 8      |
| Heidi Jaufenthaler  | Riesenslalom | 1:18,43 min | 17      | 1:09,51 min | 14      | 2:27,94 min | 14     |
| Männer              |              |             |         |             |         |             |        |
| Dieter Krassnig     | Riesenslalom | 1:00,11 min | 9       | 1:04,22 min | 3       | 2:04,33 min | 4      |
| Martin Freinademetz | Riesenslalom | 59,58 s     | 4       | 1:05,76 min | 9       | 2:05,34 min | 7      |
| Siegfried Grabner   | Riesenslalom | 1:00,61 min | 11      | DSQ         | DSQ     | DSQ         | DSQ    |
| Dieter Happ         | Riesenslalom | 1:02,65 min | 16      | 1:04,40 min | 4       | 2:07,05 min | 9      |